# بيير ويبو

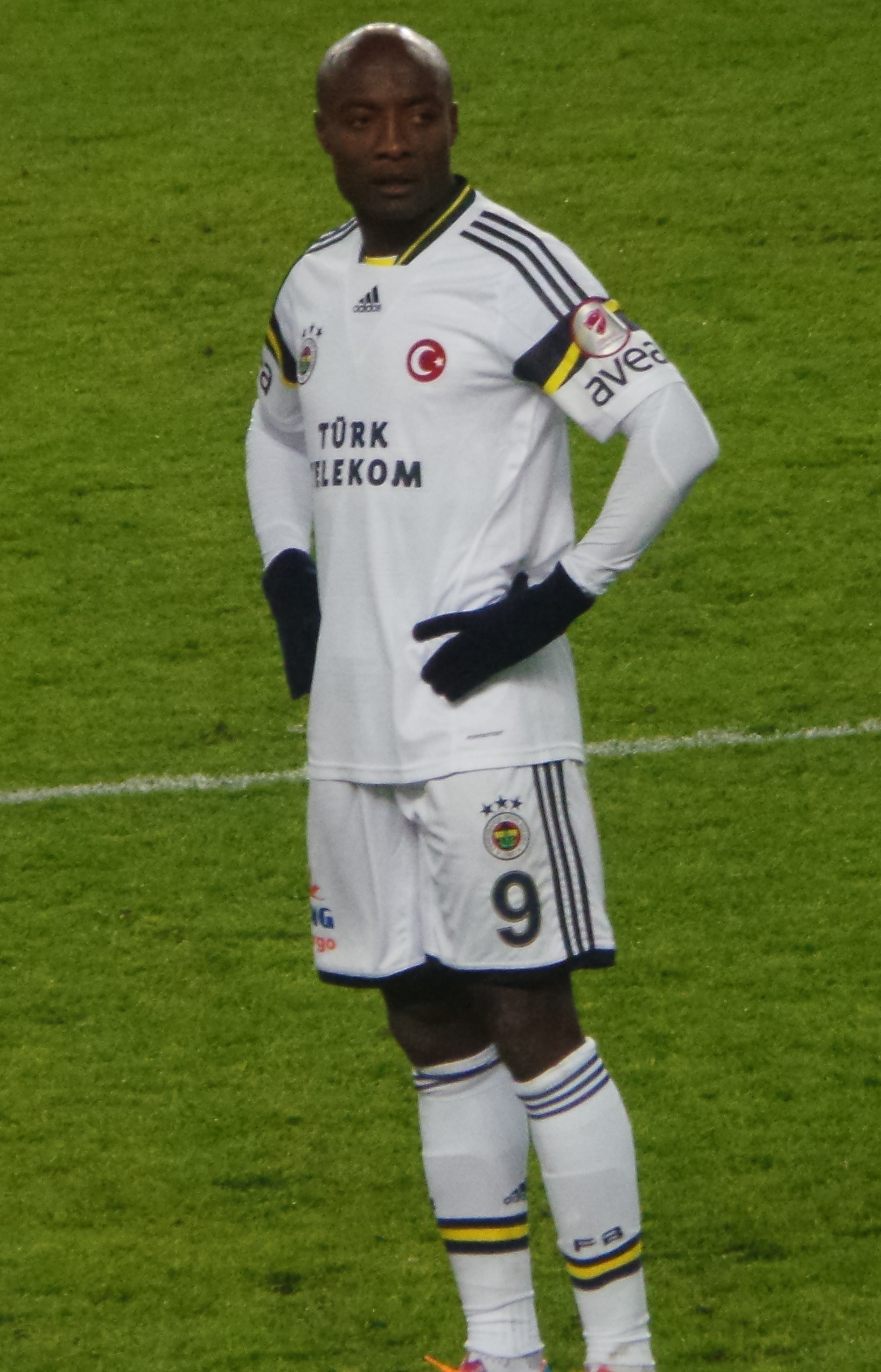
ويبو عام 2013م.

بيير ويبو (بالفرنسية: Pierre Webó؛ مواليد 20 يناير 1982) لاعب كرة قدم سابق من الكاميرون لعب مهاجمًا لصالح عدة أندية من بينها نادي الدرجة الأولى الإسباني ريال مايوركا. ويعمل حاليًّا مدربًا مساعدًا لنادي إسطنبول باشاكشهر التركي.

## وصلات خارجية
- Stats at Liga de Fútbol Profesional (بالإسبانية)
- BDFutbol profile
- بيير ويبو على موقع الاتحاد الدولي (مؤرشف)  (الإنجليزية)
- بيير ويبو على موقع اتحاد تركيا (لاعب) (الإنجليزية)
- بيير ويبو على موقع قاعدة بيانات كرة القدم.إي يو (الإنجليزية)
- بيير ويبو على موقع ليكيب (الفرنسية)
- بيير ويبو على موقع ناشيونال فوتبول تيمز (الإنجليزية)
- بيير ويبو على موقع Soccerway.com (الإنجليزية)
- بيير ويبو على موقع عالم كرة القدم.نت (الإنجليزية)
- بيير ويبو على موقع كووورة
- بيير ويبو على موقع AS.com (الإسبانية)
- Transfermarkt profile